# Теутеу
Теутеу (рум. Tăuteu) — село у повіті Біхор в Румунії. Адміністративний центр комуни Теутеу.
Село розташоване на відстані 428 км на північний захід від Бухареста, 38 км на північний схід від Ораді, 110 км на північний захід від Клуж-Напоки.

## Населення
За даними перепису населення 2002 року у селі проживала 1121 особа.
Національний склад населення села:
| Національність | Кількість осіб | Відсоток |
| -------------- | -------------- | -------- |
| угорці         | 1017           | 90,7%    |
| румуни         | 83             | 7,4%     |
| німці          | 15             | 1,3%     |
| словаки        | 6              | 0,5%     |

Рідною мовою назвали:
| Мова      | Кількість осіб | Відсоток |
| --------- | -------------- | -------- |
| угорська  | 1035           | 92,3%    |
| румунська | 74             | 6,6%     |
| німецька  | 6              | 0,5%     |
| словацька | 6              | 0,5%     |